# Obrium arciferum
Obrium arciferum är en skalbaggsart som beskrevs av Bates 1885. Obrium arciferum ingår i släktet Obrium och familjen långhorningar.
Artens utbredningsområde är Guatemala. Inga underarter finns listade i Catalogue of Life.